# Ariolica superba
Ariolica superba är en fjärilsart som beskrevs av Moore 1867. Ariolica superba ingår i släktet Ariolica och familjen trågspinnare. Inga underarter finns listade i Catalogue of Life.